# Вольман, Евгений Маркович
Евгений Маркович Вольман (1 мая 1883, Минск — декабрь 1943, Аушвиц) — российский микробиолог, доктор медицины.

## Биография
Окончил медицинский факультет Льежского университета.
В 1909—1919 гг. работал в Пастеровском институте, в лаборатории Ильи Мечникова.
В период первой мировой войны — врач на Восточном фронте и в Африке.
С 1919 года — руководитель лаборатории в Пастеровском институте. В 1929—1932 гг. возглавлял Институт санитас (Сантьяго, Чили). С 1932 г. руководил отделом в Пастеровском институте.
Во время Второй мировой войны оставался на своем посту в Париже. Схвачен немецкими оккупантами и убит в Освенциме.

### Семья
Жена — Елизавета Вольман (род. 1888, Минск), доктор физико-химических наук Льежского университета, проводила исследования также и в Институте Пастера. В 1943 году погибла во время депортации в Освенцим.
Сын — И. Е. Вольман.

## Научная деятельность
Изучал фагоцитоз, протеолиз, вопросы применения микроорганизмов в производстве витаминов A и B.
В 1927 опубликовал в трудах Института работу «Recherches sur la Bactériophagie» («Исследования в области бактериофагии»). Выдвинул гипотезу о заразном и наследственном характере бактериофагов; автор концепции о происхождении бактериофагов.
Во время Второй мировой войны занимался производством противогангренозной сыворотки.

### Избранные труды
- Recherches sur la Bactériophagie (1927)